# Cancas
Cancas es una ciudad menor peruana, capital del distrito de Canoas de Punta Sal, perteneciente a la provincia de Contralmirante Villar del departamento de Tumbes, al norte del Perú.

## Ubicación
Cancas se ubica al oeste de la provincia de Contralmirante Villar, en el distrito de Canoas de Punta Sal, en el departamento de Tumbes.

## Demografía
En 2017 Cancas tenía una población de 5034 habitantes.
| Gráfica de evolución demográfica de Cancas entre 1993 y 2017 |
|                                                              |
| Fuentes: Población 1993 y 2017                               |